# Fernando Ávila (cineasta)
Fernando Ávila (1955 - 16 de janeiro de 2016) foi um cineasta português. Foi realizador de várias séries para a RTP nas décadas de 1990 e 2000, tais como, Nós os Ricos, As Lições do Tonecas, Patilhas e Ventoinha, Sozinhos em Casa e Conta-me como Foi.

## Filmografia
| Ano       | Título                         |
| --------- | ------------------------------ |
| 1984      | 1, 2, 3                        |
| 1987      | Saber a Valer                  |
| 1988      | Pierrot Lunaire                |
| 1988      | Com Pés e Cabeça               |
| 1988      | Tempos Modernos                |
| 1990      | Crime na Pensão Estrelinha     |
| 1991      | Terra Instável                 |
| 1991      | Corações Periféricos           |
| 1991      | Herman Circus                  |
| 1991      | Hermanias: Especial Fim de Ano |
| 1992      | Pós de Bem-Querer              |
| 1992      | Passa por Mim no Rossio        |
| 1992-1993 | Grande Noite                   |
| 1993      | Diário de um Desaparecido      |
| 1994      | Mas que Rita Noite             |
| 1994      | Maldita Cocaina                |
| 1993-1994 | Sozinhos em Casa               |
| 1994-1995 | Isto É o Agildo                |
| 1995      | A Pulga Atrás da Orelha        |
| 1996      | Odeio Hamlet                   |
| 1996      | Docas                          |
| 1996-1997 | Os Imparáveis                  |
| 1997      | Meu Querido Avô                |
| 1998-1999 | Docas 2                        |
| 1999      | Nós os Ricos                   |
| 2001      | Patilhas e Ventoinha           |
| 2001      | Maiores de 20                  |
| 2001      | O Espírito da Lei              |
| 2002      | Fábrica de Anedotas            |
| 1999-2002 | Residencial Tejo               |
| 2003      | Lisboa Regressa ao Parque      |
| 2003      | A Floresta Mágica              |
| 2003      | As Férias do Tonecas           |
| 2003      | O Natal do Tonecas             |
| 2004      | Tonecas Regressa às Aulas      |
| 2004      | O Prédio do Vasco              |
| 2005      | Zero em Comportamento          |
| 2005      | Compadre Inácio                |
| 2005      | Por Favor 2006                 |
| 2006      | Vasquinho e Companhia          |
| 2006      | Trio Maravilha                 |
| 2006      | Uma Família Normal             |
| 2006      | Palavras Para Quê...           |
| 2006      | Câmara Café                    |
| 2007-2008 | Conta-me Como Foi              |
| 2008      | Vip Manicure                   |
| 2009      | Mozart e Salieri               |
| 2009      | O Casamento da Condessa        |
| 2009      | A Farsa do Doutor Finório      |
| 2010      | Dom Perlimpimpim com Belisa    |
| 2010      | Gala das Galas                 |
| 2011      | Estado de Graça                |
| 2013      | A Mãe do Senhor Ministro       |
| 2013      | Portal do Tempo                |
| 2015-2016 | Donos Disto Tudo               |

## Morte
Fernando Ávila morreu no dia 16 de janeiro de 2016, aos 61 anos de idade, vítima de cancro, no Hospital de S. Francisco Xavier em Lisboa.